# Martin Lipenius
Martin Lipenius, né à Götz dans la marche de Brandebourg, le 11 novembre 1630, jour de la fête de Saint Martin, dont il reçut le nom au baptême, et mort le 6 novembre 1692, est un bibliographe allemand. 

## Biographie
Après avoir fait ses premières études dans différentes écoles de la Marche et de la Poméranie, il alla, en 1651, suivre un cours de théologie à l'académie de Wittemberg : il y acquit en fort peu de temps l'estime des professeurs, par son application et par les thèses qu'il soutint sur plusieurs questions de philosophie. Dès qu'il eut pris ses grades, on lui offrit des emplois assez avantageux ; mais il les refusa tous, voulant encore demeurer à Wittemberg pour étudier. Il accepta enfin, en 1659, la place de corecteur du lycée de Halle, et il la remplit pendant treize ans. Il passa ensuite à Stettin pour y occuper la double charge de recteur et de professeur du gymnase Carolin ; et en il fut nommé corecteur de Lübeck. L'excès du travail altéra sa santé ; et il mourut en cette ville, épuisé de fatigue, le 6 novembre 1692.

## Publications
On a de Lipenius un grand nombre de thèses, de programmes, d'éloges funèbres, dont on trouvera les titres dans les Mémoires de Niceron, t. 19. 
Nous citerons seulement : 
1. Navigatio Salomonis Ophiritica Illustrata, Wittemberg ou Halle, 1660, in-12. Cette dissertation, pleine de recherches curieuses, a été insérée par B. Ugolini dans le tome 7 du Thesaur. antiquitat. hebraïcarum.
2. Integra Stenarum cimiium historia a prima origine ad nostra usque tempora deducta, Leipzig, 1670, in-4° ; insérée par Johann Georg Graevius dans le tome 12 du Thesaur. antiquitat. romanar. Lipenius a réuni, sous le titre de Strenœ ecclesiasticœ, les recherches qu'avaient publiées à cet égard Jacques Hessenschmidt et Joseph Stegman, Leipzig, 1677, in-4°. L'objet des Etrennes a été traité depuis par Spon, et par le R. P. Tournemine, dans une petite dissertation imprimée dans les Mémoires de Trévoux (janvier 1704).
3. Bibliotheca realis theologica, Francfort, 1688, 2 tomes in-fol. ;
4. Bibliotheca realis juridica, ibid., in-fol. ;
5. Bibliotheca realis philosophica, ibid., 1682, 2 tomes in-fol. ;
6. Bibliotheca realis medica, ibid., 1679, in-fol. Cette bibliothèque est appelée réelle parce que les livres y sont rangés dans l'ordre alphabétique des matières, et non sous celui des noms des auteurs ; elle a dû coûter des recherches immenses, et cependant elle est très incomplète : on y trouve les titres d'une foule d'ouvrages inconnus en France ; et les noms des auteurs français y sont presque tous défigurés. La Bibliotheca philosophica passe pour la moins mauvaise de ces compilations. La Bibliotheca juridica a successivement, reçu différentes améliorations, (voir : Ienichen).

## Source
« Martin Lipenius », dans Louis-Gabriel Michaud, Biographie universelle ancienne et moderne : histoire par ordre alphabétique de la vie publique et privée de tous les hommes avec la collaboration de plus de 300 savants et littérateurs français ou étrangers, 2e édition, 1843-1865 [détail de l’édition]